# يوبلوك أوريجن
يوبلوك اوريجن تلفظ يو-بلوك أوريجن (بالإنجليزية: uBlock Origin) هي إضافة للمتصفح حرة ومفتوحة المصدر لتصفية المحتوى ، بما في ذلك حظر الإعلانات . الأضافة متاحة لمتصفحات فيرفكس وكروميوم (مثل جوجل كروم ومايكروسوفت إيدج وبريف وأوبرا ). 
يتم تطوير يوبلوك اوريجن وصيانته بشكل نشط من قبل منشئه ومطوره الرئيسي رايموند هيلّ (بالإنجليزية: Raymond Hill) ومجتمع البرمجيات مفتوحة المصدر. اعتبارًا من ديسمبر 2024 كان إلاصدار الخاص بمتصفح كروم لديه 40 مليون مستخدم نشط وكان لدى إصدار فيرفكس أكثر من 9 ملايين مستخدم نشط.  

## التاريخ
بدأ تطوير يوبلوك اوريجن و المعروف باختصاره باللغة الانجليزية (uBO) من خلال ااشتقاق للشيفرة الخاصة بـ اتش تي تي بي سويتشيورد (بالإنجليزية:HTTP Switchboard) ، وهي إضافة مصممة لمنح المستخدمين التحكم في طلبات المتصفح. تأثر يوبلوك (بالإنجليزية: uBlock)، الذي كان السلف ليوبلوك اوريجن، بشكل أكبر بـ يوماتريكس (بالإنجليزية: uMatrix) ، وهو امتداد آخر للمتصفح تم إنشاؤه عن طريق إشتقاق اتش تي تي بي سويتشيورد . 

### اتش تي تي بي سويتشيورد
تم إصدار اتش تي تي بي سويتشيورد لأول مرة في 20 سبتمبر 2013.      لقد سمح للمستخدمين بالتحكم في أنواع الطلبات التي يرسلها متصفحهم، مما يوفر طريقة لمنع أنواع معينة من محتوى الويب. ومع ذلك، توقف تطوير اتش تي تي بي سويتشيورد في 18 مايو 2015.   

### يو ماتريكس
بعد انتهاء تطوير اتش تي تي بي سويتشيورد ، تم تقديم يوماتريكس في 24 أكتوبر 2014.   
تم تصميم هذه الاضافة للمستخدمين المتقدمين، حيث عمل كجدار حماية للطلبات، مما يسمح للمستخدمين بالتحكم في طلبات المتصفح عبر بعدين رئيسيين: المجالات والمجالات الفرعية التي تم إرسال الطلبات إليها، وأنواع الطلبات (مثل ملفات تعريف الارتباط ، والصور، و طلب نقل المعلومات ، والإطارات ، والبرامج النصية ). احتفظ يوماتريكس بمعظم واجهة المستخدم من اتش تي تي بي سويتشيورد، ولكن وسعت وظائف الاضافة بشكل كبير، مما يوفر مستوى أكثر تفصيلاً للتحكم في طلبات الويب.
وضع تطور هذه الإضافات حجر الأساس لـ يوبلوك ، حيث يجمع بين عناصر من كل من اتش تي تي بي سويتشيورد و يوماتريكس مع تبسيط تجربة المستخدم لتوفير إمكانية وصول لمستخدمين اكثر.

### يوبلوك
تمت تسمية uBlock في البداية باسم "μBlock" ولكن تم تغيير الاسم لاحقًا إلى "uBlock" لتجنب الارتباك حول كيفية نطق الحرف اليوناني μ مو أو ميكرو في "μBlock".[بحاجة لمصدر] تم تطوير يوبلوك بواسطة رايموند هيلّl لاستخدام قوائم الحظر التي تصان من قبل المجتمع،  مع إضافة ميزات ورفع جودة البرمجيات لمعايير الإصدار .  تم إصدار لأول مرة في يونيو 2014 كإضافة لمتصفح كروم اوبرا، وفي عام 2015 أصبحت الإضافة متاحة في متصفحات أخرى.[بحاجة لمصدر]
أفاد استطلاع مشترك أجرته سورسبوينت و كوم سكور عن نمو بنسبة 833% من نوفمبر 2014 إلى أغسطس 2015، وهو أقوى نمو بين أدوات حظر الإعلانات المدرجة.  وقد عزا التقرير هذا النمو إلى رغبة المستخدمين في الحصول على أدوات حظر نقية، خارج برنامج " الإعلانات المقبولة " الذي تديره آدبلوك بلس . 
في يوليو 2018، استحوذت شركة ادبلوك (بالإنجليزية: AdBlock) على ublock.org واستأنفت التطوير.  منذ فبراير 2019، بدأ يوبلوك في السماح للمستخدمين بالمشاركة في "الإعلانات المقبولة"،   وهو برنامج يديره آدبلوك بلس والذي يسمح ببعض الإعلانات التي تعتبر "مقبولة" وغير مزعجة، والتي يدفع الناشرون الأكبر رسومًا مقابلها. 

### يوبلوك أوريجن
في 3 أبريل 2015، نقل ريموند هيل مشروع يوبلوك إلى كريس ألجودي بسبب الإحباطات الناجمة عن إدارة الطلبات المتزايدة من المستخدمين..  وأوضح هيل أن المشاريع لم تعد مجرد هواية بل أصبحت أشبه بعمل شاق. صرح قائلاً: "هذه المشاريع بالنسبة لي ليست وظيفة بدوام كامل. لقد توقفت عن كونها هواية عندما شعرت أكثر فأكثر وكأنها وظيفة مملة. سأستمر في صيانة نسختي (ومشاركتها مع أي شخص يهتم باستخدامها) لأنها تضمن أن الأداة ستطابق ما أريده منها."  في 6 أبريل، أنشأ هيل اشتقاقة الخاص من المشروع، وأعاد تسميته إلي يوبلوك أوريجن. 
منذ أكتوبر 2017، تم فصل يوبلوك أوريجن بشكل كامل عن يوبلوك الخاص بـ ألجودي.  أنشأ الجودي موقع ublock.org لاستضافة يوبلوك والترويج له وطلب التبرعات. ردًا على ذلك، صرح مؤسس يوبلوك، ريموند هيل، أن "التبرعات التي يسعى موقع ublock.org إلى جمعها لا تفيد أيًا من أولئك الذين ساهموا بشكل كبير في إنشاء يوبلوك أوريجن. "  توقف تطوير uBlock في أغسطس 2015 ولكن كانت هناك تحديثات متقطعة منذ يناير 2017. 

### يوبلوك أوريجن لايت

يوبلوك أوريجن لايت

في عام 2023، أجرت جوجل تغييرات تُعرف باسم " Manifest V3 " على واجهة برمجة تطبيقات WebRequest التي تستخدمها ملحقات حظر الإعلانات والخصوصية لحظر اتصالات الشبكة وتعديلها.   بعد تنفيذ جوجل لـ Manifest V3 ونهاية الدعم لـ V2، انخفضت فعالية يوبلوك بشكل كبير في جوجل كروم والمتصفحات الأخرى المبنية على كروميوم .   
نتيجة لذلك، تم إنشاء يوبلوك أوريجن لايت وتصميمه ليتوافق مع إطار عمل تمديد Manifest V3 (MV3). يختلف يوبلوك أوريجن لايت بشكل كبير عن يوبلوك أوريجن في العديد من الجوانب الرئيسية، ويرجع ذلك في المقام الأول إلى القيود وأهداف التصميم المرتبطة بـ MV3. على وجه التحديد، يفتقر إلى تحديثات قائمة التصفية خارج تحديثات الاضافة بأكملها، ولا تحتوي على مرشحات مخصصة، أو صفحات محظورة بشكل صارم، أو تبديلات لكل موقع، أو تصفية ديناميكية. لقد تعرضت شركة جوجل لانتقادات بسبب تطبيق بعض هذه الميزات بسبب هيمنتها على سوق الإعلان عبر الإنترنت.    
اعتبارًا من ديسمبر 2024، أصبح لدى إصدار كروم من يوبلوك أوريجن لايت أكثر من مليون مستخدم نشط. 

## المزايا

### الحجب والتصفية
يدعم يوبلوك أوريجن غالبية قواعد تصفية أو قواعد المُرشحات الخاصة بـ آدبلوك بلس . يتم تمكين قوائم التصفية الشهيرة إيزي لِست (بالإنجليزية: EasyList) و إيزي بريفسي (بالإنجليزية: EasyPrivacy) بشكل افتراضي. تتمتع الإضافات بالقدرة على استيراد ملفات المضيفين ، كما تتوفر مجموعة من القوائم التي يصونها بها المجتمع عند التثبيت. من بين ملفات المضيف المتاحة، يتم أيضًا تمكين خوادم إعلانات Peter Lowe وقائمة التتبع وقوائم نطاقات البرامج الضارة مثل مرشح مكافحة البرامج الضارة الخاص بـ uBlock Origin المسمى مخاطر البرامج الضارة بشكل افتراضي، مما يمنع المستخدمين من زيارة مواقع الويب الضارة مثل تلك المستخدمة في التصيد الاحتيالي والاحتيال والبرامج الضارة والمزيد.  تتضمن بعض الميزات الإضافية التصفية الديناميكية للبرامج النصية والإطارات المضمنة وأداة لإخفاء عناصر صفحة الويب.[بحاجة لمصدر]
يوفر يوبلوك أوريجن العديد من الميزات غير الموجودة في يوبلوك الأصلي. وتشمل هذه:
- وضع قصور رؤية الألوان : ميزة مصممة لمساعدة المستخدمين الذين يعانون من عمى الألوان .

- تصفية عناوين URL الديناميكية : خيار لتصفية عناوين URL بشكل أكثر مرونة وتكيفًا.
- وظيفة التسجيل : تسمح للمستخدمين بعرض السجلات للحصول على رؤية أفضل لأنشطة الامتداد.
- مفتش الـ DOM : أداة لفحص نموذج كائن المستند لصفحات الويب.

- منع تحميل الروابط مسبقًا : يمنع المتصفح من تحميل الروابط مسبقًا أو جلبها مسبقًا.
- حظر تدقيق الارتباطات التشعبية : تعطيل قدرة مواقع الويب على تتبع النقر على الروابط من خلال تقنية تسمى تدقيق الارتباطات التشعبية .

كانت هناك ميزة تحمي من تسريبات عنوان IP عبر ويب أر تي سي . ومع ذلك، تمت إزالة هذه الميزة في الإصدار 1.38 لجميع المنصات باستثناء أندرويد ، حيث لم تعد معظم المتصفحات تعاني من نقاط ضعف مرتبطة بتسريبات ويب أر تي سي. 
تمت إضافة مفاتيح خاصة بالموقع للتبديل بين حظر النوافذ المنبثقة ، وحظر النطاق الصارم، والفلاتر التجميلية، وحظر الخطوط البعيدة، وتعطيل الجافاسكربت إلى يوبلوك أوريجن.  تحتوي نسخة فيرفوكس من يوبلوك أورجين على ميزة إضافية تساعد في إحباط محاولات مواقع الويب للالتفاف على أدوات الحظر. 

### الأداء والكفاءة
اعتبرت مواقع الويب المتخصصة في التكنولوجيا ومراجعات المستخدمين لـ يوبلوك أوريجن أن الامتداد أقل استهلاكًا للموارد من الامتدادات التي توفر مجموعات ميزات مماثلة مثل آدبلوك بلس.    أظهرت مقياس الأداء ، أجريت في أغسطس 2015 مع عشرة ملحقات حظر، أن يوبلوك أوريجن هو الأكثر كفاءة في استخدام الموارد بين الملحقات التي تم اختبارها. 
يقوم يوبلوك أوريجن باستطلاع موارد الأسلوب المطلوبة لصفحة ويب فردية بدلاً من الاعتماد على ورقة نمط شاملة. يقوم الامتداد بأخذ لقطة من المرشحات التي قام المستخدم بتمكينها، مما يساهم في تسريع سرعة بدء تشغيل المتصفح مقارنة باسترداد المرشحات من ذاكرة التخزين المؤقت في كل مرة. 

#### التحديثات التفاضلية
بدءًا من الإصدار 1.54، قدم يوبلوك أوريجن تنفيذ التحديثات التفاضلية (تحديثات دلتا) ، مما يسمح للامتداد بجلب التغييرات فقط إلى قوائم التصفية بدلاً من تنزيل القائمة بأكملها. ويؤدي هذا إلى انخفاض استهلاك النطاق الترددي وزيادة وتيرة التحديثات. كان هذا التغيير جزءًا من جهود يوبلوك أوريجن لتقليل كل من الطلبات واستخدام النطاق الترددي، بهدف عدم تصنيفه ضمن المشاريع الأكثر كثافة في استخدام النطاق الترددي على جيه-إس-ديلفر (بالإنجليزية: jsDelivr) ، كما هو منعكس في الإحصائيات العامة.  

#### التأثير البيئي
وفقًا لبحث علمي، كان يوبلوك أوريجن قادرًا على تقليل أوقات تحميل صفحات الويب بنسبة 28.5%، وهي أعلى كفاءة مقارنة بحاصرات الإعلانات الأخرى مثل آدبلوك بلس وغرير الخصوصية (بالإنجليزية: Privacy Badger). إن استخدامه قد يقلل بشكل كبير من استهلاك الطاقة، مما يوفر ما يقدر بنحو 100 ساعة من وقت التصفح سنويًا للمستخدم العالمي المتوسط. 
وإذا تم اعتماد هذه التقنية على نطاق واسع في الولايات المتحدة، فإنها قد توفر أكثر من 117 مليون دولار سنويا من تكاليف الكهرباء، وعلى مستوى العالم، فإنها قد تؤدي إلى توفير ما يتجاوز 1.8 مليار دولار. ويشير تقرير البحث أيضًا إلى أن الاستخدام الواسع النطاق لـ يوبلوك أوريجن يمكن أن يكون له فوائد بيئية، مما قد يمنع الوفيات المرتبطة بالتلوث الناجمة عن توليد الطاقة من الفحم المستخدم لدعم استهلاك الطاقة الإضافي من الإعلانات. 

### القيود في المتصفحات المبنية على كروميوم
وفقًا لمنشئ الامتداد والمطور الرئيسي له، رايموند هيل، يعمل يوبلوك أوريجن بشكل أفضل على فيرفكس .  السبب الرئيسي هو أن يوبلوك أوريجن يواجه العديد من القيود الفنية عند استخدامه على المتصفحات المبنية على كروميوم مقارنة بأدائه على فيرفكس، ونتيجة لذلك، قد يواجه المستخدمون حظرًا أقل فعالية للإعلانات، والتعرض المحتمل لمحتوى غير مرغوب فيه، والأداء الأبطأ عند استخدام يوبلوك أوريجن على المتصفحات المبنية على كروميوم: 

#### إزالة التمويه من CNAME
في نوفمبر 2019، أبلغ أحد مستخدمي يوبلوك أوريجن عن تقنية جديدة تستخدمها بعض المواقع لتجاوز حظر متتبع الطرف الثالث. ترتبط هذه المواقع بعناوين محدد موقع الموارد الموحد التي تعد نطاقات فرعية لنطاق الصفحة، ولكن هذه النطاقات الفرعية يتم حلها إلى مضيفين تابعين لجهات خارجية عبر سجل CNAME . نظرًا لأن عنوان URL الأولي يحتوي على نطاق فرعي للصفحة الحالية، فقد تم تفسيره بواسطة المتصفحات على أنه طلب من الطرف الأول، وبالتالي يتم السماح به بواسطة قواعد التصفية في يوبلوك أوريجن (وفي الامتدادات المماثلة). يتوصل مطور يوبلوك أوريجن إلى حل باستخدام واجهة برمجة تطبيقات DNS الحصرية لمتصفح فيرفكس 60+.  تم إضافة الميزة الجديدة في يوبلوك أوريجن 1.25، الذي تم إصداره في 19 فبراير 2020. 
تفتقر المتصفحات المبنية على كروم إلى القدرة على الكشف عن خوادم الطرف الثالث المتخفية على أنها تابعة لطرف أول من خلال سجلات CNAME . يؤدي هذا القيد إلى تقليل كفاءة حظر أدوات التتبع التابعة لجهات خارجية، وهي القدرة التي يستغلها يوبلوك أوريجن بشكل كامل على فيرفكس.
بالإضافة إلى:
- تصفية عنوان IP : في الإصدار 1.60، قدم يوبلوك أوريجن القدرة على حظر طلبات الشبكة استنادًا إلى عناوين آي بي (توضيح) الخاصة بها. يتم تحقيق ذلك عن طريق جلب سجلات نظام أسماء النطاقات لعنوان محدد موقع الموارد الموحد محدد وتصفيتها وفقًا لعناوين IP التي تم العثور عليها. يتوفر الدعم الكامل للمتصفحات المستندة إلى فيرفكس، بينما لا تستطيع المتصفحات المستندة إلى كروميوم التصفية إلا عندما يتم استخدام عنوان IP مباشرة في عنوان URL بدلاً من اسم المضيف.
- تصفية HTML : إن قدرة يوبلوك أوريجن على تصفية نص الاستجابة لمستندات HTML قبل تحليلها بواسطة المتصفح معطلة في المتصفحات المبنية على كروميوم. هذه الميزة، التي تم تمكينها بواسطة واجهة برمجة webRequest.filterResponseData() ، متاحة حاليًا فقط في فيرفكس، مما يحد من فعالية تصفية لغة توصيف النص الفائق الخاصة بـ يوبلوك أوريجن على المنصات المبنية على كروميوم.
- تصفية نص الاستجابة : خيار replace= في تصفية الشبكة، والذي يسمح بتعديل نص الاستجابة، أقل فعالية في المتصفحات المبنية على كروميوم. يتيح دعم فيرفكس لهذه الميزة إمكانية معالجة المحتوى بشكل أكثر قوة.
- تصفية تشغيل المتصفح : في المتصفحات المبنية على كروميوم، قد لا يكون يوبلوك أوريجن جاهزًا تمامًا لحظر طلبات الشبكة من علامات التبويب المفتوحة بالفعل فور تشغيل المتصفح. يمكن أن يسمح هذا لبعض حمولات التتبع أو الإعلان بالتحميل قبل أن يصبح يوبلوك أوريجن نشطًا، وهو أمر يمثل مشكلة خاصة للمستخدمين الذين يستخدمون أوضاع الرفض الافتراضية للموارد التابعة لجهات خارجية أو جافا اسكربت. على الرغم من توفر إعداد التخفيف، إلا أنه غير ممكّن بشكل افتراضي ولا يغطي جميع حالات الاستخدام.
- الجلب المسبق : في المتصفحات المبنية على كروميوم، قد تتجاوز مواقع الويب إعدادات المستخدم فيما يتعلق بالجلب المسبق ، مما قد يؤدي إلى طلبات شبكة غير مرغوب فيها. على النقيض من ذلك، يمنع فيرفكس بشكل موثوق عملية جلب البيانات مسبقًا عند تعطيلها في يوبلوك أوريجن.
- استخدام ويب أسمبلي : لا يستخدم يوبلوك أوريجن ويب أسمبلي لتصفية مسارات التعليمات البرمجية الأساسية على المتصفحات المستندة إلى كروميوم بسبب الأذونات الإضافية المطلوبة في بيان الامتداد، مما قد يؤدي إلى تعقيد نشر الامتداد في سوق كروم الإلكتروني . يمكن أن يؤثر هذا القيد على الأداء والوظائف.
- ضغط التخزين : لا يمكن لـ يوبلوك أوريجن على المتصفحات المبنية على كروميوم استخدام ضغط LZ4 بشكل فعال لتخزين قوائم المرشحات والبيانات الأخرى بسبب المشكلات مع IndexedDB في وضع التصفح المتخفي. يتم إعادة تعيين مثيلات IndexedDB في وضع التصفح المتخفي، مما يتسبب في بدء تشغيل يوبلوك أوريجن بقوائم تصفية قديمة وتقليل الكفاءة. لا يواجه فيرفكس هذه المشكلة، مما يسمح بتخزين البيانات واسترجاعها بكفاءة أكبر.

## الإستقبال
يوبلوك أوريجن هي إضافة لتصفية المحتوى تحظى بإشادة واسعة النطاق، وهي معروفة بأنها تستهلك قدرًا أقل من الذاكرة مقارنة بالأدوات المماثلة.     الهدف الأساسي منها هو منح المستخدمين القدرة على التحكم في خيارات تصفية المحتوى، وخاصة في منع الإعلانات وتعزيز الخصوصية.  
وقد تلقت الإضافة ردود فعل إيجابية من المستخدمين والباحثين الأكاديميين. يتم التعرف عليها بشكل متكرر لفعاليتها في حظر الإعلانات وتحسين الخصوصية وتعزيز كفاءة التصفح.    وقد بحثت العديد من الدراسات والأوراق العلمية في تأثير يوبلوك أورجين على أداء الويب والخصوصية وتجربة المستخدم. ساهمت هذه الدراسات في فهم أفضل لفوائد أدوات حظر الإعلانات، حيث غالبًا ما يُستشهد بـ يوبلوك أورجين باعتبارها أحد الحلول الأكثر شمولاً وكفاءة. إن استخدامها على نطاق واسع وإدراجها في البحث الأكاديمي يسلط الضوء على أهميتها في السياق الأوسع للخصوصية الرقمية والأمن عبر الإنترنت. 
كما يتم تقدير يوبلوك أورجين لالتزامه ببقائه مشروعًا غير ربحي.  لا يقبل الإعلانات المدفوعة ويرفض التبرعات، ويشجع المستخدمين على دعم المشرفين على قوائم الحظر بشكل مباشر.  يساعد هذا الالتزام بالاستقلال في تعزيز سمعة الأداة اللتى تركز على الخصوصية دون أي مصالح تجارية.
علاوة على ذلك، فقد حظيت بالثناء لتأثيرها البيئي الإيجابي. من خلال تقليل أوقات تحميل صفحات الويب، يمكن أن يؤدي ذلك إلى توفير كبير في الطاقة. إن الاستخدام الواسع النطاق لهذه الأداة قد يساعد في خفض استهلاك الطاقة والتخفيف من الضرر البيئي. 

## المنصات المدعومة
تم تطوير يوبلوك أوريجن بشكل نشط للتطبيقات القائمة على محركي تخطيط رئيسيين.   
مع توقف جوجل عن استخدام Manifest V2 لصالح Manifest V3، فإن المتصفحات غير معتمدة على كروميوم مثل فيرفكس لن تتأثر،  في حين أن بريف هو أحد متصفحات كروميوم القليلة التي تخطط لمواصلة دعم Manifest V2 لبعض الإضافات، بما في ذلك يوبلوك أوريجن. 

### يدعم حالياً

#### المتصفحات المبنية علىكروميوم
- بريف
- أوبرا
- مايكروسوفت إيدج

إلخ.

#### المتصفحات المبنية علىجيكو
- فايرفوكس
- فايرفوكس للاندرويد
- متصفح زين

إلخ.

### الدعم المحدود
- Google Chrome : اعتبارًا من ديسمبر 2024، توقف يوبلوك أوريجن عن العمل لدى بعض المستخدمين بسبب بدء جوجل في التخلص التدريجي من Manifest V2 لصالح Manifest V3. ومع ذلك، فإن معظم المستخدمين لم يتأثروا بعد. يمكن للمستخدمين تمديد الدعم مؤقتًا من خلال سياسات المؤسسة أو تحميل يوبلوك أوريجن يدويًا. [78] سيستمر يوبلوك أوريجن لايت في العمل كما تم تصميمه خصيصًا لـ Manifest V3. [79]
- موزيلا ثندربرد : في ثندربرد، يعمل يوبلوك أوريجن فقط على موجزات آر إس إس ، مما يعني أن حظر المحتوى وحماية الخصوصية التي يوفرها يوبلوك أوريجن غير ممكن بالنسبة للرسائل الإلكترونية.

### تم دعمها سابقا
- جوآنا
  - بال مون : في السابق كان على المستخدمين استخدام إصدار Firefox-legacy، والذي تم تحديثه آخر مرة في 20 يوليو 2021. [80] ونتيجة لذلك، لم يعد يتم دعمه ولا يوصى باستخدامه للاستخدام اليومي بسبب عدم التوافق المحتمل وثغرات الأمان وعدم الكفاءة في حظر المحتوى. وعلى الرغم من ذلك، فقد تم إنشاء اشتقاق يعمل على إصلاح العديد من الأخطاء ويحاول أن يكون أقرب إلى اشتقاق يوبلوك الرئيسي. [81] الاشتقاق هو امتداد حظر الإعلانات الموصى به لـ بال مون ومشتقاته منذ أوائل عام 2024 أو نحو ذلك. [82]

- ويب كيت
  - سفاري : انتهى دعم يوبلوك أوريجن لمتصفح سفاري مع نظام التشغيل ماك أو إس كاتالينا لأن أبل أوقفت استخدام واجهة برمجة تطبيقات Safari Extension القديمة لصالح إطار عمل لحظر المحتوى المقيد، مما يحد من قدرات حظر الإعلانات ولا يتوافق مع وظائف يوبلوك أوريجن. [83] [84] [85]
- إيدج إتش تي إم إل
  - مايكروسوفت إيدج القديم: تم استبدال إيدج القديم بعدما قامت شركة ميكروسوفت بإعادة بنائه بالكامل ليصبح مبني على متصفح كروميوم، دالك كان في 15 يناير 2020. ونتيجة لذلك، انتهى دعم يوبلوك أوريجن بعد فترة وجيزة، مع استبداله بإصدار يوبلوك أوريجن المستند إلى كروميوم. [86] [87]

## روابط خارجية
- صفحة يوبلوك أوريجن على متجر كروم الإلكتروني
- صفحة يوبلوك أوريجن على إمتدادات فيرفكس